# سلمویه بن بنان
سَلْمَوَیْه بن بُنان‌ پزشک مسیحی (نسطوری‌) ایرانی که در زمان مأمون و معتصم برآمد و پزشک مخصوص معتصم شد. در اواخر سال ۸۳۹ میلادی یا اوایل ۸۴۰ درگذشت. حنین بن اسحاق را در ترجمهٴ تدبیرالاصحا یاری کرد و بعدها به حمایت از او پرداخت. او با ابن ماسویه رقابت علمی داشت. سلمویه زیان‌بخشی داروهای تقویت‌کنندهٴ باه را کشف نمود. 

## منبع
- سارتن، جرج. مقدمه بر تاریخ علم. ترجمهٔ غلامحسین صدری افشار. شرکت انتشارات علمی و فرهنگی.